# 행크 모블리
행크 모블리(Hank Mobley, 1930년 7월 7일 ~ 1986년 5월 30일)는 미국의 하드 밥과 소울 재즈 테너 색소폰 연주가이자 작곡가였다.